# Nazmi Ziya Güran

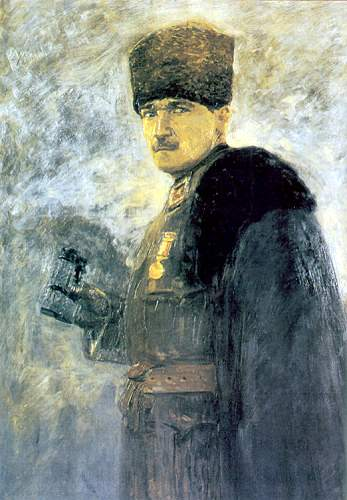
Mustafa Kemal Atatürk (1915)

Nazmi Ziya Güran (Isztambul, 1881 – Isztambul, 1937. szeptember 11.) török impresszionista festő.

## Pályafutása
Egyik őse, Molla Gürani, II. Mehmed oszmán szultán tanítója volt. Güran az Ankarai Egyetemen tanult politikatudományokat apja akarata szerint, majd az államigazgatásban helyezkedett el. Gyermekkora óta vonzotta a festés, így apja halála után, 1902-ben, magánórákat vett Hoca Ali Rıza festőművésznél, és beiratkozott az oszmán képzőművészeti akadémiára. 1905-ben találkozott Paul Signaccal, aki Isztambulba látogatott. Salvatore Valeri olasz festő is tanította az akadémián.
1908-ban Párizsban folytatta tanulmányait a Julian Akadémián. Marcel Baschet–nél tanult három évig, majd Fernand Cormon műtermében festett. 1913-ban visszatért Törökországba francia feleségével. Először İzmirben tanított, majd Isztambulban a képzőművészeti akadémiára került, ahol igazgató is volt 1918 és 1921, majd 1925 és 1927 között. 1917-ben Enver pasa őt is meghívta Çanakkaléba, hogy festményeken örökítse meg az első világháború eseményeit. Güran négy képet festett. Kedvenc témája Isztambul volt, számtalan képen örökítette meg a várost.  
1937. augusztus 17-én nyílt meg első és utolsó kiállítása a képzőművészeti akadémián, ahol 300 festményét láthatta a közönség.

## Galéria

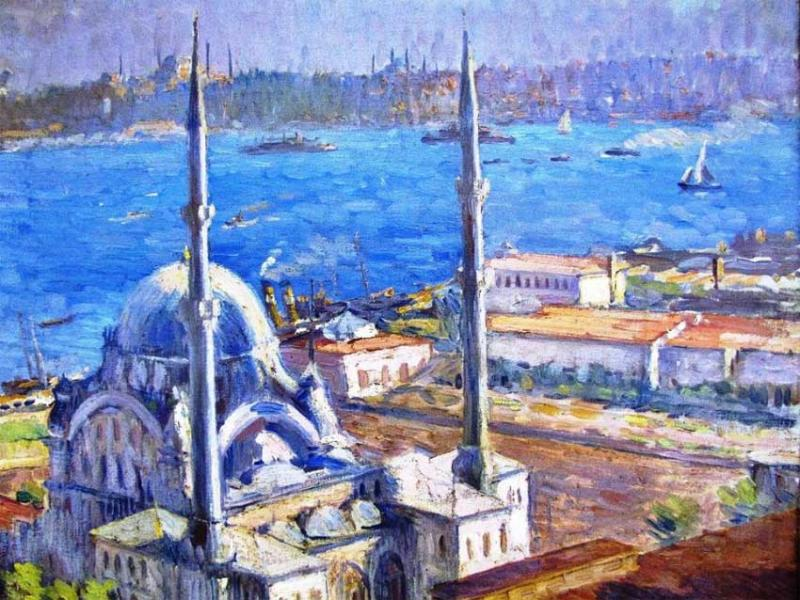
Nusretiye mecset
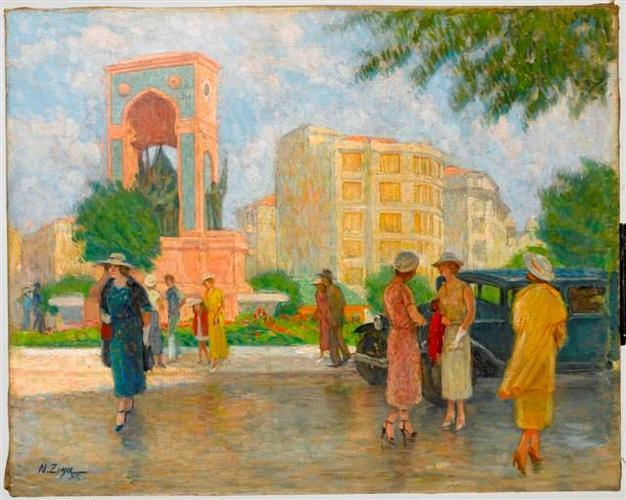
Taksim tér
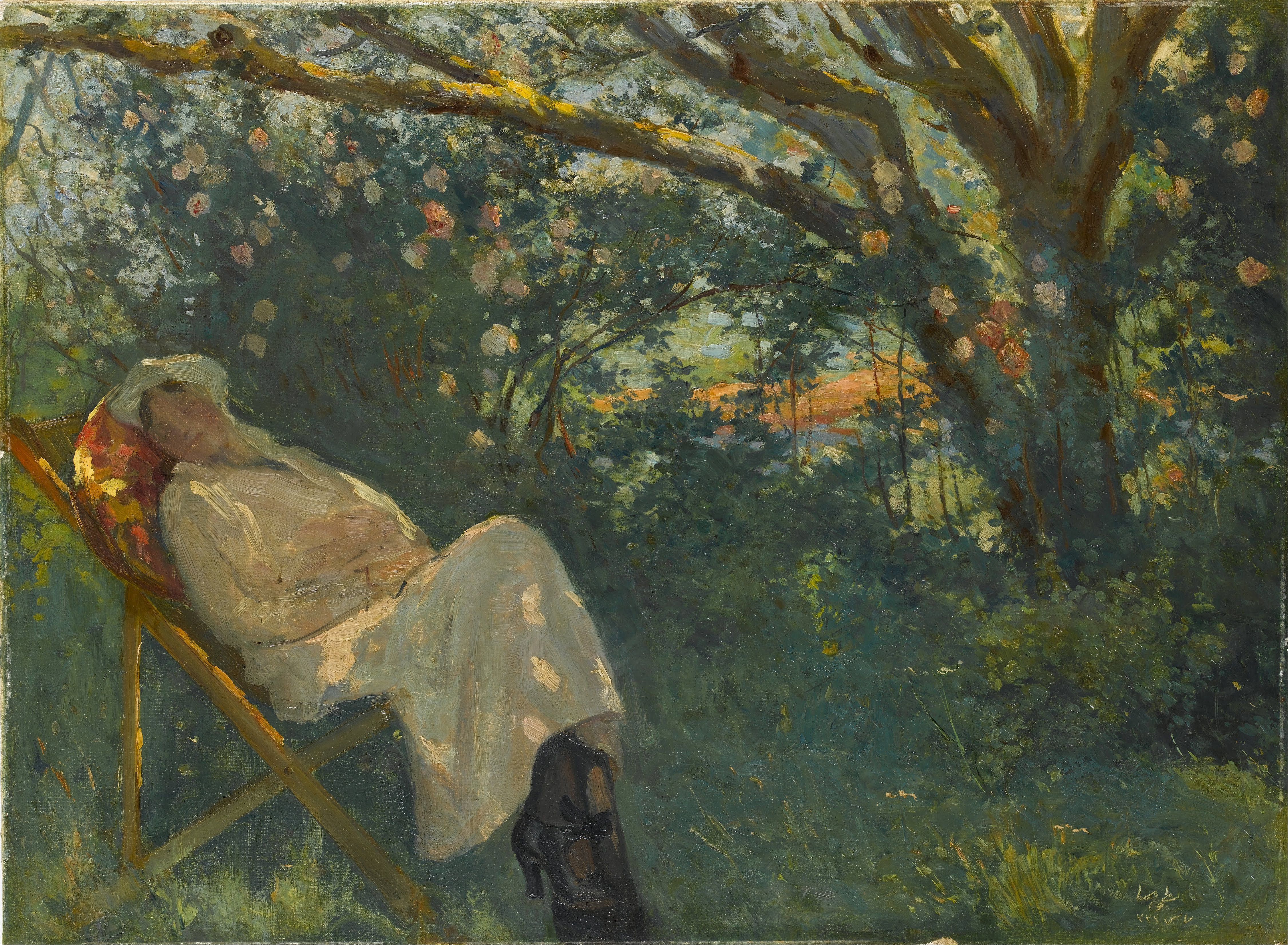
Hölgy nyugágyon rózsaszínű ruhában
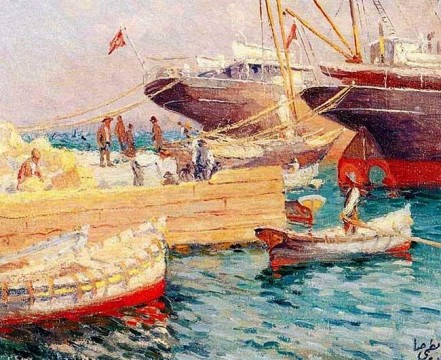
Kikötő